# Турень
47°24′00″ пн. ш. 0°41′00″ сх. д. / 47.4° пн. ш. 0.68333333333333° сх. д.
Туре́нь (фр. Touraine) — історичний регіон та історична провінція Французького королівства. Столицею було місто Тур. Під час політичної реорганізації території Франції 1790 року, територія Турені була розділена між департаментами Ендр і Луара (Indre-et-Loire), Луар і Шер (Loir-et-Cher) та Ендр (Indre).

## Історія
Вперше Турське графство згадується у VI столітті, після завоювання цього регіону франками Хлодвига. Територія графства більш-менш відповідала історичній провінції Турень та сучасному французькому департаменту Ендр і Луара. Графство лежало на південному заході Паризької западини, частково в долині Луари, а його столицею був Тур. 
У 941 році граф Паризький і герцог Франкський Гуго Великий надав Турське графство свойому двоюрідному брату Тібо, що став засновником Блуаського дому. У 1040 році Турське графство перейшла під владу графів Анжуйських, потім до Плантагенетів. У 1204 році за Філіпа Августа графство було повернуто до володінь французької корони. У 1360 році було утворене апанажне Туренське герцогство, яке неодноразово віддавалась у ленне володіння французьким принцам. У 1584 році, після смерті Франциска Алансонського, брата Генріха III, остаточно приєднана до домену короля Франції. Турень за свою надзвичайну родючість називалась «садом Франції».

## Видатні особи, що народились в Турені
- Рене Декарт
- Оноре де Бальзак
- Франсуа Рабле
- Етьєн-Жан Жорже